# Aleksej Stachanov
Aleksej Grigorjevitj Stachanov (diakritiskt tecknad ryska: Алексе́й Григо́рьевич Стаха́нов, Alekséj Grigór'jevitj Stachánov), född 3 januari 1906 i Lugovaja, död 5 november 1977 i Tjystiakove, var en gruvarbetare i Sovjetunionen.
Han var medlem av Sovjetunionens kommunistiska parti från 1936 och suppleant i Högsta sovjet.

## Biografi
Aleksej Stachanov blev känd som en del av en rörelse i dåvarande Sovjetunionen som var avsedd att öka arbetarnas produktivitet då det rapporterades att han den 31 augusti 1935 med egna händer bröt 102 ton kol på fem timmar och 45 minuter, 14 gånger sin kvot. Den 19 september samma år rapporterades han ha brutit 227 ton kol på ett skift. Det var en otrolig prestation, som blev mycket uppmärksammad och gav upphov till en massrörelse, men hans bedrifter är ifrågasatta.
Med Stachanovs bedrift som inspiration infördes ett raffinerat belöningssystem över hela Sovjetunionen. Arbetarna uppmanades att försöka nå upp till eller överträffa hans resultat. Om någon lyckades med det skulle denne "stachanovit" belönas bland annat med titeln "Arbetets hjälte". En framstående stachanovit hade också rätt att handla i särskilda lyxiga livsmedelsbutiker. Sovjetiska arbetare gjorde det till en ära att osjälviskt slita för nationen och då demonstrera överlägsenheten i det socialistiska ekonomiska systemet. Stachanovs bedrifter blev omtalade i tidningar och på affischer som modell för andra att följa efter och hans porträtt hamnade även på omslaget till Time Magazine den 16 december 1935. För sin "bedrift" fick Stachanov 200 rubel och Leninorden 1936. Samma år blev han invald i Sovjetunionens högsta sovjet.

Stachanov föddes i Lugovaja nära Orjol i en fattig bondfamilj. Han började 1927 arbeta i gruvan Tsentralnaya-Irmino i Kadiyivka (Donbass) med en dröm om att kunna tjäna pengar till köp av en häst. Stachanov blev 1933 pneumatisk hammaroperatör och 1935 tog han en lokal kurs i gruvdrift. Under perioden 1936–1941 var Stachanov elev vid Industriakademin i Moskva och 1941–1942 var han i Kazakiska SSR som kommendant för gruva nummer 31 i Karaganda, ett ökänt Gulagläger vid vilket det bröts kol med hjälp av tvångsarbetare. Under perioden 1943–1957 arbetade Stachanov inom Sovjetunionens ministerium för kolindustrin. Stachanov återvände till Donetsk-regionen 1957 och hade därefter olika chefsbefattningar tills han gick i pension 1974. Stachanov blev tilldelad medaljen Sovjetunionens hjälte 1970. Han avled i Torez vid Donetsk 1977.
Fotbollsklubben Stachanovets grundades 1936 och fick sitt namn efter den legendariske gruvarbetaren. Klubben heter i dag FC Sjachtar Donetsk.
Staden Kadiyivka i östra Ukraina, där han började sitt arbete, döptes till Stachanov till hans ära 1978, året efter hans död.